# 车湖垸乡
车湖垸乡，是中华人民共和国湖南省常德市桃源县下辖的一个乡镇级行政单位。

## 行政区划
车湖垸乡下辖以下地区：
车家滩村、古市村、交岩村、高湖村、四坪村和延泉村。